# Germain Gauthier
Pour les articles homonymes, voir Gauthier.
Germain Gauthier est un auteur-compositeur-interprète, arrangeur et musicien (en particulier guitariste) québécois né à Québec en 1950.

## Biographie

### Début de carrière
Germain Gauthier débute dans les années soixante en jouant de la guitare au sein de petits groupes rock avant de devenir l'accompagnateur attitré de la chanteuse Claire Lepage dès 1971. Dans les années soixante-dix, il se lance dans la composition de musique pour divers artistes et décide d'enregistrer lui-même des disques. Il publie une série de 45 tours entre 1974 et 1986, notamment les chansons "Malisa" et "T'en viens-tu" en 1974, "Ch'sais pu quoi faire" et "Ma femme" en 1975, "Mam'zelle Julie" en 1976, "Mascara" en 1983 et son plus grand succès : "Boy Needs Girl" en 1986. Il lance également un album 33 tours en 1974 simplement intitulé "Germain Gauthier". Mais malgré une bonne présence en tant que chanteur, c'est surtout comme compositeur et musicien qu'il laisse sa marque dans la chanson québécoise.

### Auprès deNicole Martin
Germain Gauthier compose plusieurs chansons pour Nicole Martin, souvent sur des textes de Pierre Létourneau ou de Gilles Valiquette. On retient le grand succès "Ne t'en va pas" paru en 1978 sur l'album du même nom, "Mon homme à moi" en 1979 (extrait de l'album "Laisse-moi partir"), "Je veux chanter / Réflexion" en 1980 (longue ouverture de l'album "Laissez-moi chanter") et plusieurs titres de l'album "Une affaire de cœur" paru en 1982, dont "Pense à moi", "Dis-lui que je l’aime", "Sans toi", "La fille en amour", "Un jour à la fois" et "Ne viens plus dormir chez moi".

### Auprès deDiane Dufresne
Germain Gauthier travaille beaucoup avec Diane Dufresne, souvent sur des textes du parolier Luc Plamondon. Parmi les titres à retenir, on note plusieurs chansons de l'album "Strip-tease" paru en 1979 (plus de la moitié en fait), dont la chanson titre ("Strip-tease"), ainsi que "J'ai douze ans", "Alys en cinémascope", "Une fille funky", "Cinq à sept" et "Week-end sur la lune". Plus tard, il lui compose son grand succès "Oxygène" en 1982 et la même année, il lui compose les chansons suivantes : "Turbulences", "Partir pour la gloire" et "Seule dans mon linceul".

### Pour les autres...
Gauthier travaille aussi avec Donald Lautrec ("Le mur derrière la grange" en 1972), Renée Claude ("Un gars comme toi" en 1973 et "Ça commence comme ça les histoires d'amour" en 1975), Pierre Létourneau ("Tous les jours de la semaine" et "De l'autre côté de la clôture" en 1974, "Comme à un ami" en 1979 et "Plein d'amour" en 1985), Pierre Létourneau avec la participation de Nicole Martin ("Quand on ne s'aime plus" en 1978), Martine St-Clair ("Le fils de Superman" et "Un homme sentimental" en 1982), Nanette Workman ("Call Girl" et "Comme un gigolo" en 1982), Fabienne Thibeault, Marc Drouin ("Testament d'un amant" et "Après l'école" en 1984, "Vis ta vinaigrette" en 1986), Marie Carmen ("Piaf chanterait du rock" en 1988), Joe Bocan ("Repartir à zéro" en 1988) et Roch Voisine ("Avant de partir" en 1989), pour ne citer que ces quelques noms. En tant qu'arrangeur et réalisateur, il travaille notamment sur le premier album éponyme de Joe Bocan ("Repartir à zéro", "On parle des yeux", "Déranger", "Paradoxale", "Les femmes voilées"...) et la chanson "Repartir à zéro" remporte en 1990 le Grand Prix Radiomutuel.
En France, il travaille avec Luc Plamondon et compose pour Magali Noël la chanson "C'est fini le temps des stars" en 1980 ainsi que pour Petula Clark la chanson "Mister Orwell" en 1984.
Certaines de ses mélodies sont reprises par Céline Dion lorsqu'elle rend hommage au parolier Luc Plamondon sur son album "Dion chante Plamondon" (1991). Parmi celles-ci, il y a "Oxygène" de Diane Dufresne, "Le fils de Superman" de Martine St-Clair et "Piaf chanterait du rock" de Marie Carmen. La même année, Marie Denise Pelletier reprend "J'ai douze ans" de Diane Dufresne et l'incorpore à son album "Le rendez-vous".
Germain Gauthier signe également la musique originale du film La Guerre des tuques du réalisateur André Melançon en 1984. Deux ans plus tôt, il cosigne avec Tony Roman la musique du film Scandale du réalisateur George Mihalka.

## Discographie

### Albums
- 1974 : Germain Gauthier (Pirate, P-2001)
- 1978 : Sea-cruise (Celsius, CLP 61000)
- 1980 : Pinball summer (Celsius, CLS-61007)

### Simples
- 1974 : Malisa / Donne-moi une guitare (Pirate)
- 1974 : T'en viens-tu / Fly Away (Pirate)
- 1975 : Ch'sais pu quoi faire / Était partie (Pirate)
- 1975 : Ma femme / Instrumental (Pirate)
- 1976 : Mam'zelle Julie / Instrumental (Pirate)
- 1976 : Marie Lou / Délivre-moi (Pirate)
- 1980 : Summer Girls / Summer Magic (Celsius) (disque fait avec Jay Boivin)
- 1983 : Mascara / Instrumental (Pro-Culture)
- 1983 : C'est chaud / Instrumental (Pro-Culture)
- 1984 : Exiler / Instrumental (Audiogram)
- 1986 : Boy Needs Girl / Instrumental (Audiogram)

### Livres
- 1978 : Pierre Brousseau, «Nicole Martin, une étoile est née» (Éditions Héritage)
- 1992 : Robert Thérien et Isabelle D’Amours, «Dictionnaire de la musique populaire au Québec de 1955 à 1992» (Institut québécois de recherche sur la culture)